# Delostoma
Delostoma, biljni rod iz porodice katalpovki smješten u tribus Delostomeae. Sastoji se od 4 vrste južnoameričkog drveća ili grmova u tropskim Andama

## Opis
Rod Delostoma obuhvaća samo četiri vrste, a sve se nalaze u sjevernim Andama. Uzgajaju se dvije vrste: D. lobbii i D. integrifolium (sin. D. roseum). Treća vrsta, D. dentatum, morfološki je prilično slična prvim dvjema, ali je geografski dobro odvojena. Delostoma gracile poznata je sa samo jednog lokaliteta u Peruu i ističe se gronjastim crvenim cjevastim cvjetovima s dugim peteljkama.
Delostoma je cvjetnica poznata po velikim cvjetovima u obliku zvona, često u živim nijansama poput ružičaste ili crvene. Ovi su cvjetovi privlačni raznim oprašivačima, što im olakšava preživljavanje u različitim ekosustavima. Obično uspijeva u planinskim ili šumovitim terenima, delostoma se snažno razvija, s bujnim lišćem koje pridonosi njezinoj ukrasnoj privlačnosti.

## Vrste
1. Delostoma dentatum D.Don
2. Delostoma gracile A.H.Gentry
3. Delostoma integrifolium D.Don ,tipična
4. Delostoma lobbii Seem.

## Sinonimi
- Codazzia H.Karst. & Triana; Triana, Nuev. Jen. i Esp. Fl. Neo-Granad. 17 (1854)